# Zenon Kosiniak-Kamysz
Zenon Henryk Kosiniak-Kamysz (ur. 25 lutego 1958 w Bieniaszowicach) – polski urzędnik państwowy, dyplomata, podsekretarz stanu w Ministerstwie Spraw Wewnętrznych i Administracji (2001–2003) oraz w Ministerstwie Obrony Narodowej (2008–2009), ambasador RP na Słowacji (2003–2007), w Kanadzie (2010–2013), Singapurze (2014–2018) i Austrii (od 2025).

## Życiorys
W 1981 ukończył studia na Wydziale Organizacji i Zarządzania Uniwersytetu Technicznego w Dreźnie. W 1983 kończył studia podyplomowe w zakresie handlu zagranicznego na Akademii Ekonomicznej w Krakowie.
Od 1981 do 1982 pracował w Zarządzie Głównym Związku Socjalistycznej Młodzieży Polskiej. Od 1982 był specjalistą w centrali handlu zagranicznego „Budimex”. W latach 1984–1986 pracował w Lipsku jako zastępca kierownika kontraktu Krakowskiego Przedsiębiorstwa Budownictwa Przemysłowego Krakbud. Od 1986 do grudnia 1989 był wicedyrektorem krakowskiego oddziału Polskiej Izby Handlu Zagranicznego. Od 1990 do 1994 pracował na stanowisku pierwszego sekretarza Ambasady RP w Budapeszcie. Był następnie zatrudniony w Ministerstwie Spraw Zagranicznych i na stanowisku dyrektorskim w Ministerstwie Współpracy Gospodarczej z Zagranicą. Od 1996 do 2001 pracował w Ambasadzie RP w Berlinie, gdzie kierował Wydziałem Ekonomiczno-Handlowym.
Związany z Polskim Stronnictwem Ludowym. W latach 2001–2003 pełnił funkcję podsekretarza stanu w Ministerstwie Spraw Wewnętrznych i Administracji, gdzie odpowiadał za integrację europejską (w tym współpracę w ramach Systemu Informacyjnego Schengen), sprawy mniejszości narodowych, nadzór nad Zakładem Emerytalno-Rentowym oraz Urzędem ds. Repatriacji i Cudzoziemców, a także koordynację realizacji zadań dotyczących współpracy północno-wschodnich województw RP z obwodem kaliningradzkim oraz regionów RP z regionem Sankt Petersburga. Był także reprezentantem ministra w Komisji Wspólnej Przedstawicieli Rządu RP i KEP.
Od 2003 do 30 czerwca 2007 zajmował stanowisko ambasadora na Słowacji. We wrześniu 2007 w stopniu radcy-ministra objął kierownictwo Wydziału Promocji Handlu i Inwestycji w Ambasadzie RP w Berlinie. Od marca 2008 do listopada 2009 z rekomendacji PSL był podsekretarzem stanu w Ministerstwie Obrony Narodowej, odpowiadając za sprawy uzbrojenia i modernizacji technicznej. W styczniu 2010 objął stanowisko ambasadora RP w Kanadzie. Urzędowanie zakończył 16 sierpnia 2013. W czerwcu 2014 nominowany na ambasadora RP w Singapurze, został także polskim przedstawicielem w Radzie Gubernatorów Fundacji Azja-Europa (ASEF). Ze stanowiska ambasadora odwołano go z dniem 20 lipca 2018. Następnie do lutego 2023 pracował w Departamencie Współpracy Ekonomicznej MSZ, po czym przeszedł na emeryturę. Następnie powrócił do MSZ; w październiku 2024 objął kierownictwo Ambasady RP w Wiedniu w randze chargé d’affaires ad interim. W kwietniu 2025 prezydent RP Andrzej Duda mianował go na stanowisko ambasadora RP w Austrii, listy uwierzytelniające na ręce prezydenta Austrii Alexandra Van der Bellena złożył 11 lipca 2025.

## Odznaczenia
- Srebrny Krzyż Zasługi (za zasługi w promowaniu Polski na Światowej Wystawie Expo 2000 w Hanowerze, 2000)[21]
- Order Podwójnego Białego Krzyża II klasy (Słowacja, 2008)
- Krzyż Komandorski Orderu Zasługi (Węgry, 2009)[22]

## Życie prywatne
Brat Kazimierza (agronoma), Andrzeja (lekarza i polityka) i Apolonii (nauczycielki), stryj Władysława (lekarza i polityka).
Żonaty z Katarzyną Kosiniak-Kamysz (nauczycielką angielskiego). 9 sierpnia 2010 ich dzieci Maria i Michał zginęły w wypadku drogowym.
Posługuje się językiem angielskim, niemieckim, słowackim i rosyjskim.